# Matlahuacala, Zacatlán
Matlahuacala är en ort i Mexiko.   Den ligger i kommunen Zacatlán och delstaten Puebla, i den sydöstra delen av landet, 130 km nordost om huvudstaden Mexico City. Matlahuacala ligger 2 596 meter över havet och antalet invånare är 589.
Terrängen runt Matlahuacala är huvudsakligen kuperad, men den allra närmaste omgivningen är platt. Runt Matlahuacala är det ganska tätbefolkat, med 54 invånare per kvadratkilometer. Närmaste större samhälle är Zacatlán, 7,6 km öster om Matlahuacala. Omgivningarna runt Matlahuacala är en mosaik av jordbruksmark och naturlig växtlighet.